# 英緬戦争
英緬戦争（えいめんせんそう、ビルマ語: အင်္ဂလိပ်-မြန်မာ စစ်ပွဲများ）は、19世紀に起こったイギリスとビルマの戦争。イギリス・ビルマ戦争 (Anglo-Burmese Wars) の略。イギリス側からは単にビルマ戦争 (Burmese War) とも呼ぶ。

## 背景
イギリスは1600年に東インド会社を設立して以降、継続的にインド、特に東部のベンガル地方を植民地化した。東インド会社は19世紀初めまでにインドの大半を支配下に置き、インドの盟主ムガル帝国の衰退は著しかった。一方のビルマは、1752年にアラウンパヤーが建てたコンバウン王朝が興って以降、領土拡張を目指して隣国シャムや清の雲南に侵攻を繰り返してきた。このため、西隣のインドをイギリスが駆逐する様子を見て、これに乗じて西方への領土伸張を試みた。1818年にビルマ王はベンガル地方の東半分までの割譲を要求するも、イギリスは応じなかったことから、1822年にビルマ軍はベンガルに侵入。しかし、これは産業革命によって領土を一層欲していたイギリスを刺激する非常に無謀な行為だった。

## 第一次英緬戦争
1824年にイギリスがビルマ攻撃を開始、1826年にヤンダボ条約を結んで、ビルマはベンガルを諦めた上、自国の最南部アラカンとテナセリムをイギリスに占領された（第一次英緬戦争）。
イギリスの貿易政策・拡張政策はさらに進み、アヘン戦争（1840年 - 1842年）の勝利によって中国（清）を開国させ、シク戦争（1845年から1846年にかけての第一次シク戦争、及び1848年から1849年にかけての第二次シク戦争）の勝利でインドのほぼ全域を掌握した。このためイギリスの目は再び隣国ビルマに及ぶことになる。（雲南問題）

## 第二次英緬戦争
1852年、イギリスは再びビルマに侵攻してペグーを占領、海に面した下ビルマを自国領に併合した（第二次英緬戦争、Second Burmese War）。
イギリスはビルマ南部を手にすることで、より一層東アジアへの進出を目指し、アロー戦争（1856年～1860年）でフランスと共に清をさらに圧迫、有利な交易を展開した。1857年にはインドのセポイの反乱を鎮圧してムガル帝国を滅亡させると、1858年に東インド会社を解散させて植民地経営と東方交易をイギリス政府の直轄とし、1867年にはマライ海峡植民地(en)を直轄領として制海権を手にした。フランスも同時期にベトナムへの侵略をはじめ、清仏戦争（1884年～1885年）でインドシナの支配権を確立した。オランダはジャワ島からスマトラ島を攻略して一大植民地を建設した。

## 第三次英緬戦争
1885年11月、イギリスはビルマの完全支配を目指して三度目の侵攻を開始、翌1886年にはビルマ王ティーボーがイギリスに降伏し、上ビルマもイギリス領に併合され、イギリス領インドに組み込まれた。一部の将兵がイギリスの占領に反攻して戦闘を続けたが、1890年に完全に鎮圧され、戦争が終結した（第三次英緬戦争、Third Burmese War）。
この結果、ビルマ王朝は滅亡し、1886年にイギリス領インドに併合されてその1州となる。ティーボー夫妻はイギリス領のインドのボンベイに流刑になり、その地で死亡。 そして首都マンダレーはイギリス兵により略奪され、王宮にあった玉座などの宝物のほとんどが持ち去られた（第二次世界大戦後に大部分は返却されたが、今なお一部はイギリスが所有している）。
そして1886年7月、イギリスは北京にて清朝と「ビルマとチベットに関する条約」を締結した。本条約では、ビルマについては清朝はイギリスのビルマ併合を認めビルマへの宗主権を主張しないこと、清朝とビルマ間の朝貢貿易は引き続き行われることを取り決めた。同時に、清朝側のビルマに絡むこれらの譲歩の代わりに芝罘条約で取り決められたチベットへの使節派遣特権及び通商権をイギリスが放棄することを取り決めた。
ビルマは1937年にイギリス領インドから分離して自治領となったが、完全な自主独立が回復したのは1948年1月4日にイギリス連邦を離脱してからである。ビルマ王国の滅亡はビルマ人たちにとって屈辱的な事件であり、培われた反英感情はその後のビルマ式社会主義、21世紀の現在まで続く軍事政権の反西欧的な姿勢などに受け継がれている、